# Utica (Kansas)
Utica es una ciudad ubicada en el condado de Ness en el estado estadounidense de Kansas. En el año 2010 tenía una población de 158 habitantes y una densidad poblacional de 263,33 personas por km².

## Geografía
Utica se encuentra ubicada en las coordenadas 38°38′34″N 100°10′8″O / 38.64278, -100.16889 (38.642899, -100.169024).

## Demografía
Según la Oficina del Censo en 2000 los ingresos medios por hogar en la localidad eran de $32,917 y los ingresos medios por familia eran $36,875. Los hombres tenían unos ingresos medios de $27,000 frente a los $17,083 para las mujeres. La renta per cápita para la localidad era de $15,508. Alrededor del 21.2% de la población estaban por debajo del umbral de pobreza.